# 漢普頓冰川

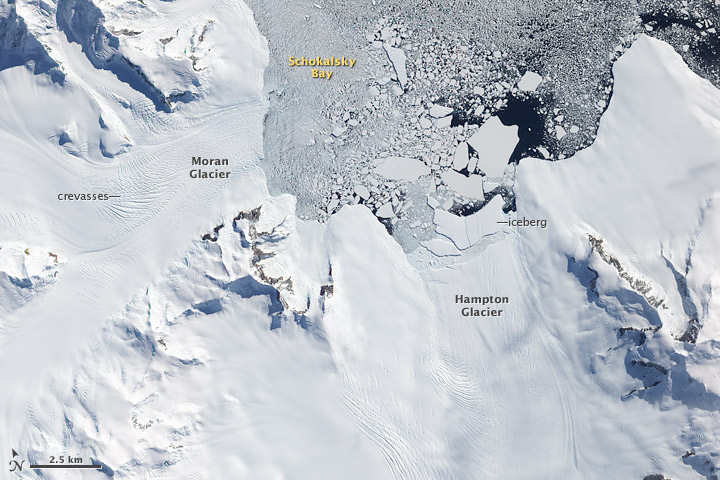

69°20′S 70°5′W / 69.333°S 70.083°W
漢普頓冰川（英語：Hampton Glacier）是南極洲的冰川，位於亞歷山大一世島東北部，處於哈恩山和尼古拉斯山之間，長46公里、寬9公里，該冰川以英國探險隊機師命名。